# René Pomier-Layrargues
René Pomier-Layrargues (1 de Novembro de 1916 - 5 de Junho de 1940) foi um Tenente piloto francês e ás da aviação, tendo abatido 6 aviões inimigos durante a sua carreira. A sua vitória mais famosa ocorreu em 5 de Junho de 1940, dia em que viria a falecer, quando abateu Werner Mölders. Minutos depois, Layrargues seria mortalmente abatido.